# Abraham Løkin
Abraham Løkin nebo také Abraham Hansen (* 16. června 1959 Fuglafjørður) je bývalý fotbalový záložník z Faerských ostrovů. Většinu kariéry hrál amatérsky a pracoval jako inspektor kvality v továrně na zpracování ryb. Dvakrát vyhrál nejvyšší soutěž Effodeildin: v roce 1979 s ÍF Fuglafjørður a v roce 1992 s B68 Toftir. Působil také ve Švédsku, Dánsku a Francii. Za faerskou reprezentaci hrál od jejího mezinárodního debutu v roce 1988 do roku 1994. Odehrál 22 zápasů, byl také u historické výhry nad Rakouskem v kvalifikaci na Mistrovství Evropy ve fotbale 1992. Kariéru ukončil v roce 2002 a působí jako trenér převážně u mládežnických týmů. V roce 2003 byl vybrán jako zástupce Faerských ostrovů na seznam UEFA Jubilee 52 Golden Players. Fotbalovými reprezentanty jsou i jeho synové Bogi Løkin a Karl Løkin.